# Juan Isidoro Carvallo
Juan Isidoro Carvallo (fl. 1732-1791) fue un compositor y maestro de capilla español.

## Vida
Se desconoce el origen o la formación del maestro Juan Isidoro Carvallo. Por su apellido, podría haber sido de origen extremeño, gallego o portugués. En 1732 Carvallo era tenor y clerizón de la Catedral de Badajoz.
El maestro de capilla de la Catedral de Badajoz, Juan Muñoz, falleció en enero de 1732 y el cabildo pacense se apresuró a buscar un sustituto. Entre otros, se presentó José Amiguet, maestro de capilla de la Catedral de Albarracín, pero el cabildo no estuvo satisfecho con los pocos candidatos. Finalmente se decidió nombrar a Juan Isidoro Carvallo, tenor de la capilla de música, como interino, mientras se buscaba un candidato adecuado. Finalmente se le nombró maestro de capilla de forma oficial en el día de San Juan de 1734.
Un año más tarde el cabildo confirmó el nombramiento, pero también se quejó del maestro:

Así mismo nombraron por maestro de capilla a Juan Carvallo con el mismo salario que tiene señalado; y mandó su señoría que por el Sr. Deán se le dé una repreensión por lo que hizo el día de la procesión del SS.mo en el claustro, de cortar los Villancicos en el tercero y quarto ángulo, lo que fue notado de todo el concurso de gente que auía.
Actas capitulares de la Catedral de Badajoz, 1735

Parece que el maestro no era muy disciplinado y durante la renovación del contrato en 1752 se le volvió a advertir:

Nombraron por maestro de capilla a Juan Carvallo, y que tenga cuidado con que los monaguillos aprovechen, y demás obligaciones que están a su cargo, cumplirlas.
Actas capitulares de la Catedral de Badajoz, 1752

Un año después el cabildo recordaba al maestro que la música religiosa debía mantener su sobriedad. A mediados del siglo XVIII la música sacra había comenzado a verse influida por el barroco musical y el incipiente Rococó, con elementos provenientes de la zarzuela, la ópera o la tonadilla.

Dicho día y cabildo conferido el llamamiento sobre el modo de cantar la música en las funciones de la Iglesia, con el fin de quitar todo lo que no sea correspondiente al culto divino y se cante con la mayor seriedad y devoción; reflexionado este asunto con toda madurez, acordó su Señoría que se prevenga al maestro de capilla no permita se cante cosa indevota, ni indecente, sino que sea con seriedad, gravedad y devoción, y lo que compusiere vaya arreglado a esta providencia. Y lo mismo observen los organistas de no tocar sino cosas que muevan a devoción.
Actas capitulares de la Catedral de Badajoz, 1753

Permanecería en el cargo por sesenta años, hasta 1791, el maestro más longevo de la catedral pacense.

## Obra
Durante su larga trayectoria en el magisterio de la Catedral de Badajoz dejó numerosas obras compuestas, siguiendo la tradición de la música sacra española. La mayoría de sus composiciones tienen acompañamiento musical, alejadas de la polifonía vocal. También dejó 22 villancicos dedicados al Sacramento y 8 más a la Navidad.